# Wismarer Bucht

Übersicht

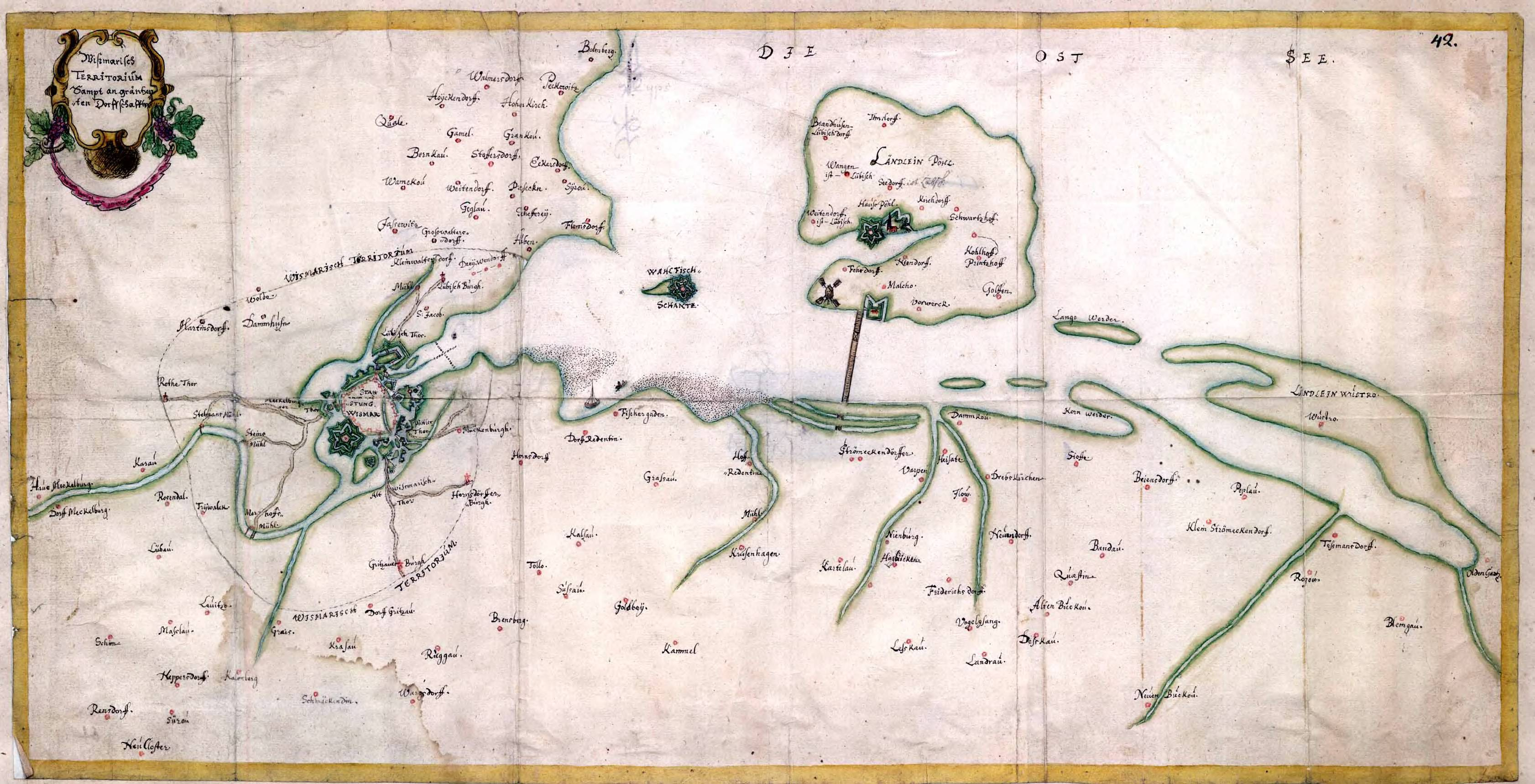
Karte von 1850 mit Wismar (links) und der Insel Poel (oben), nicht nach Norden ausgerichtet

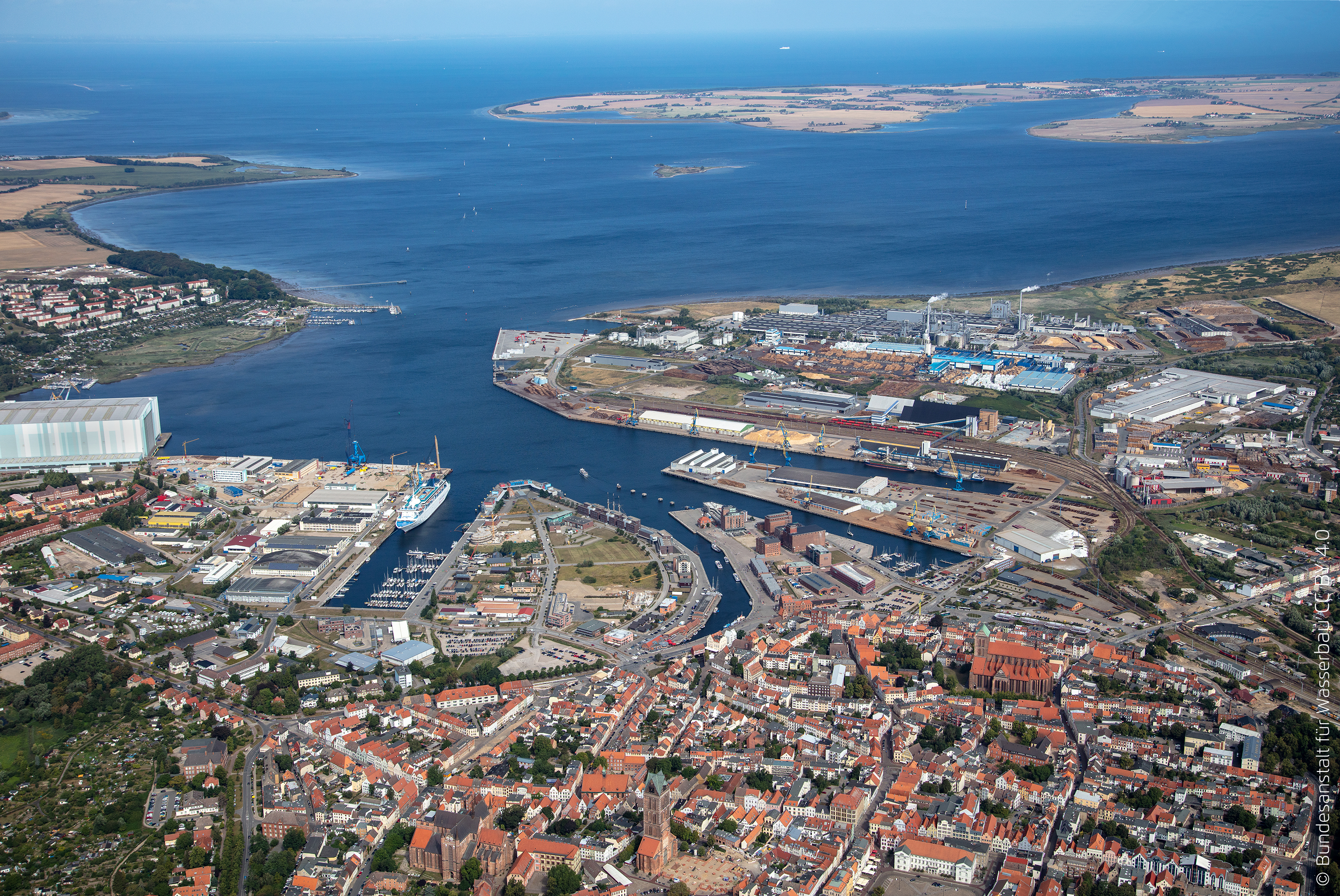
Hafen Wismar und Wismarer Bucht

Die Wismarer Bucht (auch Wismarbucht) ist  der südlichste Teil der Ostsee. Der südlichste Punkt der Ostsee ist die Mündung der Köppernitz in den Wismarer Westhafen. Die Bucht befindet sich vor Westmecklenburg (Mecklenburg-Vorpommern).
Die Wismarer Bucht ist Teil der Mecklenburger Bucht und damit der Beltsee in der westlichen Ostsee.

## Geografie
An ihrer Südostspitze liegt die Hansestadt Wismar. Westlich wird sie vom Klützer Winkel begrenzt, im Nordosten durch die Insel Poel. Im Osten der Bucht liegt die kleine Insel Walfisch, ehemals ein Teil der Stadtbefestigung von Wismar. Westlich liegt die Boltenhagenbucht.
Man unterteilt die Wismarer Bucht in einige Nebenbuchten:

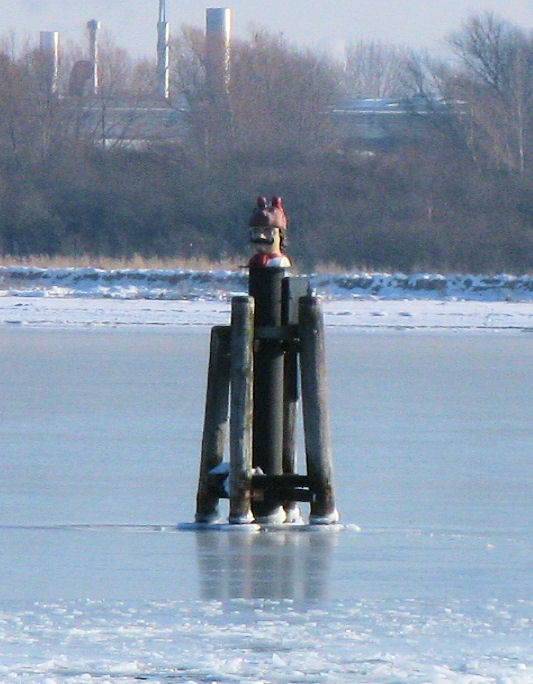
Duckdalben mit Schwedenkopf vor Wendorf

- Breitling
- Salzhaff
- Kirchsee
- Eggers Wiek
- Wohlenberger Wiek

## Seeverkehr
Durch die Wismarbucht führt als Bundeswasserstraße die betonnte Einfahrt vom Kiel-Ostsee-Weg und Lübeck-Gedser-Weg zum Hafen Wismar. Westlich des Fahrwassers liegt das flache Gebiet der Lieps. Von diesem Fahrwasser zweigt das Fahrwasser zur Insel Poel ab. Vor dem Wendorfer Ufer stehen zwei Duckdalben mit barocken Schwedenköpfen. Sie erinnern heute an die frühere Form der Fahrwasserbezeichnung und haben heute keine navigatorische Bedeutung mehr für die Schifffahrt.

## Naturschutz

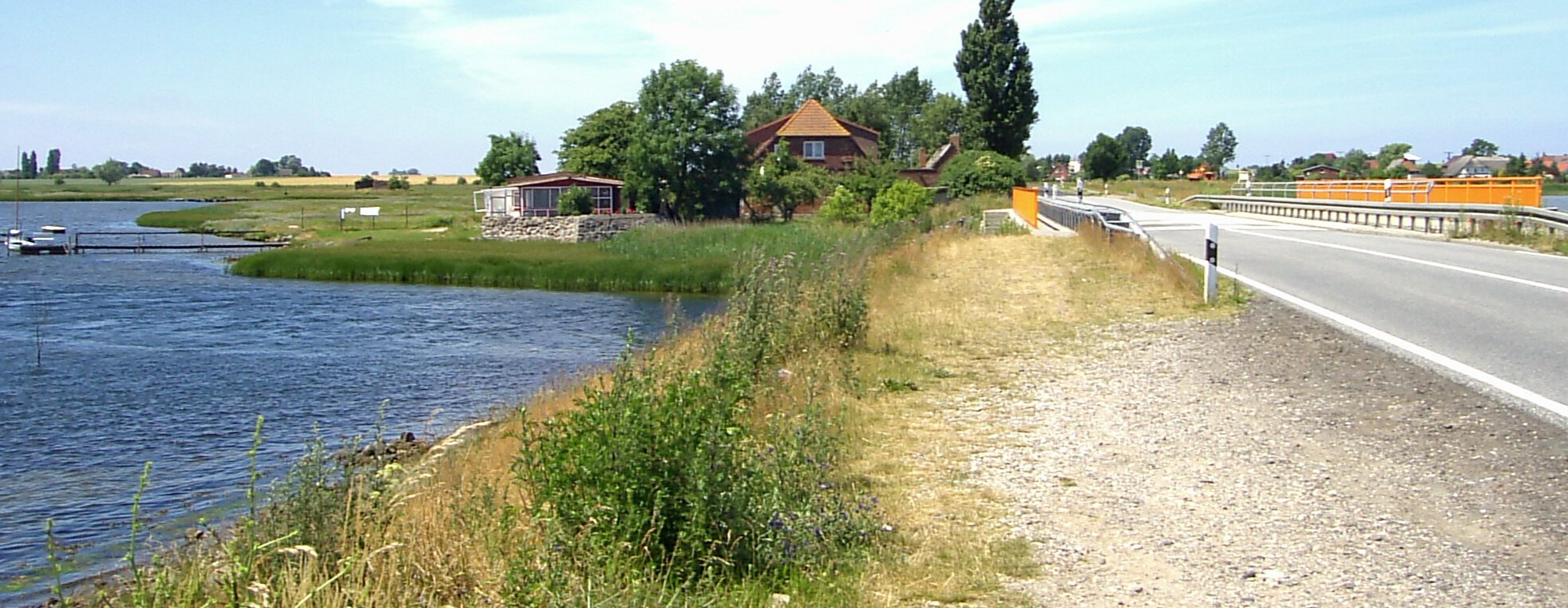
Brücke zur Insel Poel

Die Wismarbucht ist ein vielfältiger mariner Lebensraum, der mit seinen oft noch einer natürlichen Dynamik unterliegenden Küstenbereichen eine hohe Bedeutung für zahlreiche Tier- und Pflanzenarten hat. Sie erfüllt die Schutzgebietskategorien von europäischer Bedeutung und ist dementsprechend als FFH- und Vogelschutzgebiet Wismarbucht ausgewiesen. Im Jahr 2006 wurde ein umfangreicher Managementplan erarbeitet, um die Belange von Angel- und Wassersport, Fischerei sowie dem Naturschutz abzustimmen. In der Wismarbucht liegen die fünf Naturschutzgebiete NSG Tarnewitzer Huk, NSG Walfisch, NSG Fauler See – Rustwerder/Poel, NSG Langenwerder und NSG Rustwerder.